# MER-DOS
MER-DOS (MERDOS) – system operacyjny przeznaczony dla mikrokomputera Meritum w wersji dyskowej, tj. Meritum II i Meritum III, kompatybilny z systemem TRSDOS 2.3, dla komputerów TRS-80 (który to system komputerowy był pierwowzorem dla opracowanych komputerów serii Meritum). W skład systemu wchodzą także dodatkowe programy pomocnicze. System pracował na dyskietkach w formacie 1..35 ścieżek i pojedyncza gęstość oraz 2..40 ścieżek i podwójna gęstość zapisu. 
Oprócz tego systemu w komputerach tych dostępny był system CP/M 2.2.